# 魔法の鏡 (白雪姫)

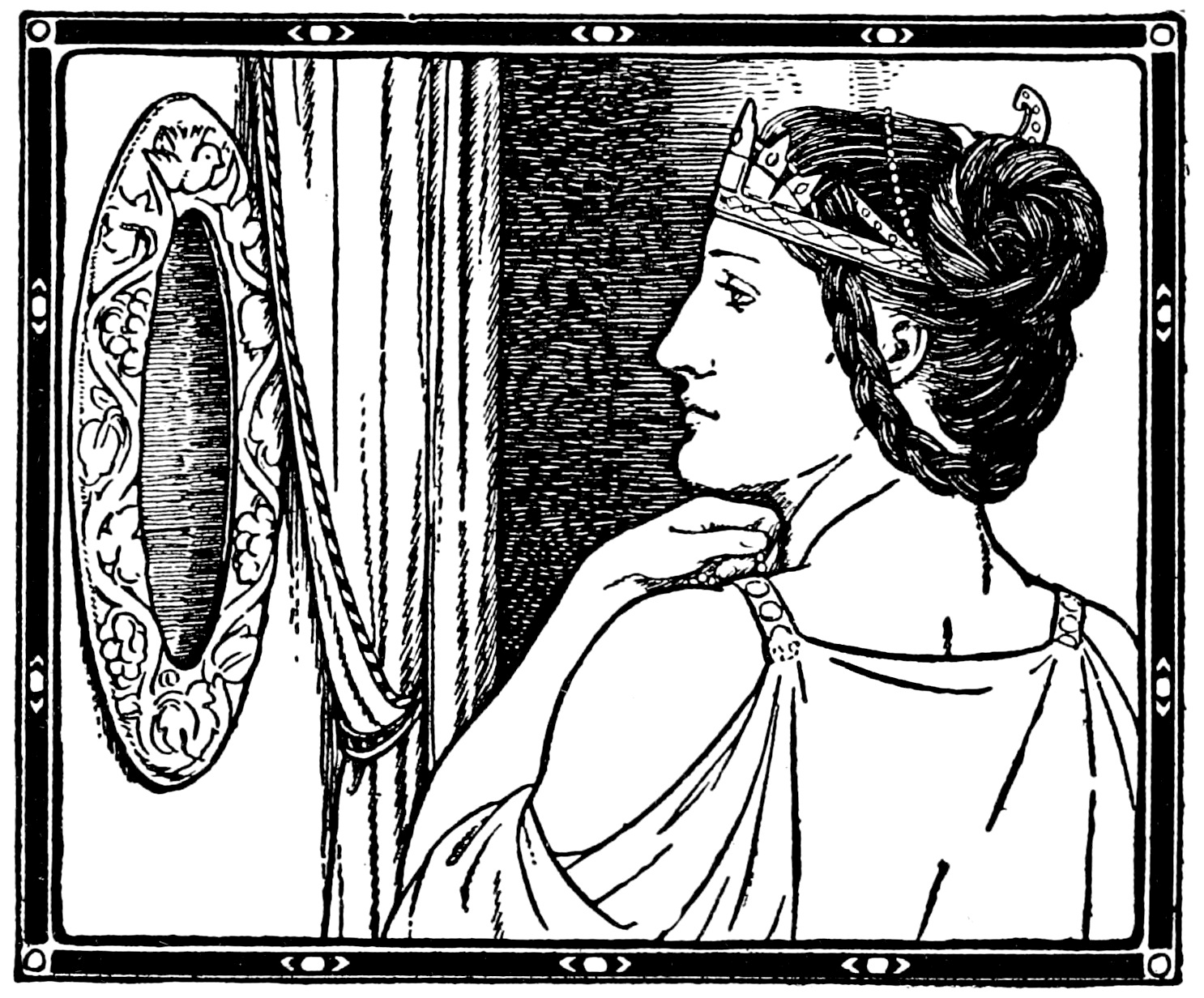
鏡の前の邪悪な女王。ジョン・バッテンによるイラストで、ジョセフ・ジェイコブズの『ヨーロッパのフェアリーブック』（1916年）に掲載されている。

魔法の鏡（まほうのかがみ、Magic Mirror）は「白雪姫」の物語に登場するアイテムで、手鏡または壁に取り付けられた鏡として描かれている。

## 童話
魔法の鏡は邪悪な女王のもので、女王は鏡に対して、通常は韻を踏んだ言葉で「この国で1番美しいのは誰か」と問いかける。鏡が最終的に彼女の若い義理の娘である白雪姫が1番美しいと認めると、女王は嫉妬から白雪姫を殺そうとする。最初は狩人を使い、その後は何度か自らの手で試み、最終的には毒入りのリンゴで仕留めようとする。鏡は女王の陰謀の鍵となっており、白雪姫の居場所を教え、各試みの後に鏡に確認し続けることで、白雪姫が依然として1番美しいと告げられる。最後には、白雪姫が結婚すると、鏡は若い女王が最も美しいと告げる。邪悪な女王は恐怖におびえるが、嫉妬心に駆られて結婚式に出席し、そこで捕らえられて処刑される。

## 分析
世界中の他のバージョンでは、人間、動物、または月が魔法の鏡と同じ役割を果たし、女王に対して白雪姫がより美しいと知らせることがある。また、鏡は白雪姫の父親が妻と娘の美しさを判断する声として解釈されることもある。

## 現代の翻案

### ディズニー
魔法の鏡はディズニーの『白雪姫』に登場し、モローニ・オルセンの声で語られた。この魔法の鏡には喜劇と悲劇の仮面に似た囚われた精霊が宿っており、「魔法の鏡の奴隷」と呼ばれている。映画の初めての登場シーンでは、女王が魔法の鏡に「この国で1番美しいのは誰か」と尋ねる。魔法の鏡は常に女王に対して彼女が1番美しいと答えた。しかし、女王が「誰が1番美しいのか」と尋ねられると、精霊は女王が美しいと認めつつも、より美しい存在がいると答える。女王がその少女の名前を尋ねると、精霊はその少女を説明し、白雪姫が指摘される。女王は狩人に白雪姫を殺し、その心臓を持ち帰るよう命じる。夜遅くに女王が魔法の鏡に再度「誰が1番美しいのか」と尋ねると、鏡は白雪姫が依然として1番美しいと答える。女王は最初、精霊の答えが間違っていると思い、その心臓を見せるが、鏡はそれが豚の心臓だと告げ、白雪姫がまだ7人の小人の家に住んでいると伝える。
1994年にアトラクション『白雪姫の恐ろしい冒険』が改装された際には、魔法の鏡が登場し、トニー・ジェイの声で語られた。
テレビシリーズ『ハウス・オブ・マウス』にも魔法の鏡が登場し、再びトニー・ジェイの声で語られた。鏡はクラブのロビーにあり、ゲストからの質問に答えたり、スタッフにアドバイスをしたりする。エピソード「魔法がいっぱい」では、デイジーがゲストを消してしまい、ミッキーが魔法の鏡に呪文を解く方法を尋ねる。魔法の鏡が暗号めいた答えを出すと、ミッキーはそれを理解できるように繰り返すよう頼む。鏡は道具の地下室を探すよう指示し、ミッキーはスタッフを地下室に導く。魔法の鏡はその後、もう誰も暗号めいた答えを聞きたくないと引用する。
また、ショー『ファンタズミック!』にも魔法の鏡が登場し、再びトニー・ジェイの声で語られた。
『キングダム ハーツ バース バイ スリープ』ではコーリー・バートンの声で魔法の鏡が登場する。魔法の鏡はまずテラのストーリーラインに登場する。映画に従い、鏡は女王に白雪姫が今や女王よりも美しいと告げる。しかし、その心はより純粋な光を放っていると付け加えた。女王はテラに白雪姫の心臓を持ってくればマスター・ゼアノートを見つけることができると約束したが、テラはそれを行わず、女王にその意図はなかったと告げる。テラは白雪姫とは違い、女王の心には多くの闇があると話す。女王は侮辱されて激怒し、鏡にテラを破壊するよう命じるが、魔法の鏡は質問に答えるだけだと拒否する。女王の怒りが増すと、魔法の鏡にポーションがかけられ、テラと戦う。しかし、魔法の鏡の精霊は敗北し、テラを解放する。女王は仕方なく魔法の鏡にテラがマスター・ゼアノートを見つける場所を教えるよう命じる。魔法の鏡は「光と闇の両方を越えた場所に住んでいる。そこでは戦争が荒野で戦われた」と引用する。テラはこの情報を得て、魔法の鏡に導かれる形でキー・ブレード・グレイヴヤードへ向かう。魔法の鏡はその後、アクアのストーリーラインにも登場する。アクアが城で白雪姫の治療法を探していると、まだ精霊に支配されている魔法の鏡が彼女を鏡の中に引きずり込み、戦いを繰り広げるが、アクアは精霊を打ち負かし解放される。魔法の鏡はアクアに「女王は去り、私の役目は終わった。さようなら、勝利の者よ」と告げ、精霊は消え去り、鏡はただの普通の鏡となる。
ディズニーチャンネルのオリジナル映画『ディセンダント』では、女王がロスト島に追放された後、鏡を小さな手鏡として保持しており、娘のエヴィに渡される。ユーザーが詩を使って操作することができ、住人は存在しない。
『ハイ・ホー7D』には別バージョンの魔法の鏡が登場し、ウーピー・ゴールドバーグの声で語られた。このバージョンの魔法の鏡は女性で、ジョリーランドのクイーン・デライトフルに仕えている。

#### キャスト

##### 原語版声優
- モロニー・オルセン（1937年）
- トニー・ジェイ（1992年 - 2001年）
- パトリック・スチュワート（2003年）
- コーリー・バートン（2009年 - 現在）
  - クリス・ディアマントポロス（2021年）

##### 日本語吹替版声優
- 村上冬樹（1958年）
- 大平透（1960年代）：日本コロムビア版レコードを担当。
- 小池朝雄（1972年）：キングレコード版レコードを担当。
- 大木民夫（1980年 - 2011年）
  - 柴田秀勝（1986年）：「シンデレラ城ミステリーツアー」を担当。
  - 小山武宏（1987年）：「ワンス・アポン・ア・マウス」を担当。
  - 銀河万丈（2012年）：『ディズニー・オン・アイス デア・トゥ・ドリーム』を担当。
- 間宮康弘（2021年）

#### ワンス・アポン・ア・タイム
『ワンス・アポン・ア・タイム』では、魔法の鏡は最初はジーニー（ジャンカルロ・エスポジート）として登場し、彼とそのランプはレオポルド王によって発見される。レオポルド王は何も願う必要がないと感じ、最初と2番目の願いを使ってジーニーをランプから解放し、三番目の願いをジーニーに与える。ジーニーは真実の愛を見つけたいと願い、レオポルド王はジーニーが城で真実の愛を見つけることができると信じて彼を自分の城に連れて行く。ジーニーは王の妻、レジーナ女王と恋に落ち、彼女に手鏡を贈る。王は女王の日記で、彼女がその手鏡をくれた男性に恋をしていることを読み、ジーニーにその男の所在を探させる。その後、女王は王から逃げられないように部屋に閉じ込められる。彼女を解放するために、彼女の父親はジーニーに鍵のかかった箱を持ってくるよう命じ、それがアグラバーの毒蛇でいっぱいであることが判明し、女王は自殺することができる。代わりに、ジーニーは毒蛇を使ってレオポルド王を殺し、女王がジーニーと一緒にいられるようにする。女王は、毒蛇が彼の国から来たため、警備員たちは彼が犯人であることを発見し、逃げるだろうと伝える。ジーニーは女王が自分を愛していなかったことに気づき、自分の願いを「常に彼女と一緒にいて、彼女の視界から決して離れないようにする」と使う。これにより、彼は手鏡に閉じ込められる。魔法の鏡の精霊として、彼は魔法の森内のすべての鏡を通り抜けて見ることができる。レジーナは彼を利用して他の人を監視し、位置を特定する。
ストーリーブルックでは、彼はシドニー・グラスという名前の地元新聞『デイリー・ミラー』の記者である。レジーナの依頼で、エマ・スワンの過去を調べ、エマをストーリーブルックから追放する手助けをする。グラハムの死後、レジーナは彼を保安官に任命しようとするが、町の憲章の文言では選挙が必要である。彼はエマ・スワンにその職を奪われる。レジーナは彼を新聞スタッフから解雇し、シドニーはエマに接触し、レジーナの腐敗した面を暴露したいと主張する。しかし、暴露記事はレジーナのコミュニティ改善の試みを明らかにする。それにもかかわらず、シドニーはエマにレジーナを倒す手助けをすると言うが、実は彼はレジーナと秘密裏に手を組んでおり、エマの信頼を利用してレジーナが有利になるようにしている。エマは後に、シドニーが証拠の一部である花瓶にバグを仕掛け、白雪姫がキャサリン・ノーランの殺人から免れるための重要な証拠をレジーナに知らせていたことを発見する。エマはシドニーと対決し、彼がレジーナに恋していることを理解する。それでもエマは彼にレジーナを倒す手助けを求めるが、キャサリンが生きていることがわかると、シドニーはキャサリンを誘拐し、白雪姫を陥れるために「見つける」ために有名になりたかったと虚偽の告白をする。その後、「S. グラス」と書かれたセルが病院地下の精神科病棟で見られる。名前「S. グラス」はシーズン1のフィナーレでドアに表示され、レジーナが誘拐の告白を受けてシドニーをストーリーブルック病院の精神科病棟に閉じ込めたことが示唆されている。エピソード「アナとエルサの物語」で、レジーナはシドニー・グラスを精神科病棟から解放し、再び彼を鏡として使い、彼に幸福の邪魔をしている人々を排除する手助けを求める。レジーナは一時的にシドニーを鏡に入れ、メイド・マリアンがレジーナの手下に捕らえられた正確な瞬間を探させる。レジーナは後にシドニーと運命を変える方法について相談する。レジーナは本の中の悪党たちは幸せな結末を得られず、悪党たちが幸せな結末を得られるように本の作者を見つけるようにシドニーに頼む。エピソード「友情がこわれるとき」では、レジーナがシドニー・グラスに雪の女王の隠れ家を探させ、メイド・マリアンを凍結呪文から解放させるようにする。エマがシドニー・グラスの所在を知ろうとすると、レジーナはシドニーの所在を教えるのに忙しすぎると述べる。シドニーは後にレジーナに対するレバレッジを得るために失敗した後、雪の女王の隠れ家について報告する。コンパクトを使用してシドニー・グラスと連絡を取り続けるレジーナは、雪の女王の隠れ家に向かう。レジーナは後にシドニーが鏡の中にいたことを認める。強風がエマとレジーナに届くと、シドニーは雪の女王が彼を自分の側に引き込んだと述べ、エルサの氷の橋が崩れる。エマとレジーナが氷の巨大なバイキングを倒すと、雪の女王はシドニーが入っているコンパクトを取り、撤退する。雪の女王は隠れ家でシドニーを鏡から解放し、彼が閉じ込められていた鏡を彼女の組み立てている鏡と一緒に持って行こうとする。雪の女王は、シドニー・グラスが入っている鏡には暗黒の魔法が満ちているため、それを欲しがると述べる。シドニーを解放する前に、雪の女王は「ここではもっと寒くなるだろうから、暖かいコートを持ってきなさい」とアドバイスする。

### その他の翻案

#### ラストキングダム 10番目の王国
テレビミニシリーズ『ラストキングダム 10番目の王国』では、魔法の鏡が物語の重要な要素である。主人公のトニーとバージニア・ルイスがニューヨークから童話の世界に移動する際に使用するのは移動する鏡で、彼らはその鏡を失い、その後のシリーズで探し続ける必要がある。その間、彼らの敵である女王と白雪姫の亡き継母の弟子は、他の魔法の鏡を使って彼らを監視する。彼らをこの世界に連れてきた移動する鏡は事故で壊れてしまうが、「グスタフ」と呼ばれる古い鏡が登場し、この鏡は韻を踏んだ質問にのみ応答する。グスタフは、他に2つの移動する鏡が作られたことを明らかにし、1つは海底に沈み、もう1つは女王の手にあると伝える。女王が敗北した後、バージニアは女王の移動する鏡を使ってニューヨークに戻るが、トニーはヒーローとしての新しい地位を楽しむために童話の世界に留まることを決める。

#### Broom-Stick Bunny
このワーナー・ブラザースのカートゥーンでは、ウィッチ・ヘイゼルの2度目の登場が描かれている。彼女も魔法の鏡を持っているが、その役割は彼女が1番醜いことを保証することである。「鏡よ鏡、壁の上で、誰が一番醜いの？」鏡は答える。「誓って言おう、どんな者よりも醜いのはあなた」と、バッグス・バニーがハロウィーンのコスチュームを着て現れ、ウィッチ・ヘイゼルと鏡の両方を騙し、「あなたが一番醜いのは確かだが、その奴はあなたよりもはるかに醜い！」と続ける。

#### フェアリーテール・シアター
『フェアリーテール・シアター』の鏡は、ヴィンセント・プライスによって描かれており、彼の顔が鏡の上部に取り付けられているように見えた（実際には、プライスは穴から顔を突き出していた）。この鏡も、女王が白雪姫が生きていることを知ると、他の鏡と同様に黒くなる。

#### セサミストリート
セサミストリートのエピソード685に魔法の鏡が登場し、魔法の鏡の顔はジェリー・ネルソンの顔が使われている。「セサミストリート ニュースフラッシュ」のコーナーで、カーミットが魔法の鏡に対して、魔女が彼にどんな質問をするかをインタビューする。魔法の鏡は、その質問が白雪姫の答え「彼女を壁に追いやるものと同じだ」とカーミットに伝える。魔女は魔法の鏡に、誰が1番美しいか、2つの美しい目を持ち、緑色で帽子をかぶり、マイクを持ち、魔法の鏡と同じ部屋にいるかを尋ねる。魔法の鏡は、カーミットが1番美しいと答える。魔女はカーミットがカーテンの後ろに隠れているのを見つけ、彼が見た目が良いと述べる。

#### グリム名作劇場
『グリム名作劇場』の「白雪姫」エピソードには、英語吹き替えでダグ・リーが声を担当した魔法の鏡が登場する。魔法の鏡はおきさきの部屋のキャビネットに保管されている。物語と同様に、魔法の鏡はおきさきに対して彼女が1番美しいと告げていたが、白雪姫が成人する日までである。このバージョンでは、魔法の鏡が7人の小人が白雪姫を致命的な呪いから解放し、彼女が小人たちの保護下にある限り殺されることはないと伝えたとき、おきさきは魔法の鏡を壊し、それが間違っていることを証明することを誓う。

#### ハッピリー・エバー・アフター
『ハッピリー・エバー・アフター』では、魔法の鏡が「ルッキンググラス」として登場し、ドム・デルイーズが声を担当している。ロード・マリスが妹である女王の行方を尋ね、情報を得るために脅すと、ルッキンググラスは彼女が白雪姫を殺そうとして亡くなったと告げる。白雪姫がロード・マリスのドラゴンの姿を逃れると、ロード・マリスは再びルッキンググラスに相談し、ルッキンググラスは白雪姫とドワーフェルたちがレインボーフォールズに向かっていると伝える。白雪姫がロード・マリスの城に向かうと、ルッキンググラスは白雪姫が城を見つけるのは難しいだろうと告げる。ドワーフェルたちがロード・マリスの城に入り、ロード・マリスが白雪姫をどこに連れて行ったのかを疑問に思うと、ルッキンググラスは「女王の下に秘密の扉がある」と言う。調べた結果、女王の胸像の下に隠された扉のパネルを見つける。

#### 白雪姫（1990年）
1990年の『白雪姫』映画に登場する魔法の鏡は、カム・クラークが声を担当している。彼は擬人化された手鏡として描かれ、女王が「誰が1番美しいか」と尋ねないようにしようとすることがよくある。映画の終わりに女王が敗北した後、魔法の鏡は白雪姫と王子の結婚式に出席する。

#### スノーホワイト（1997年）
『スノーホワイト』では、鏡はレディ・クラウディア（シガニー・ウィーバーが演じる）の所有物である。鏡は木製のクローゼットで、扉が像で、手が鍵の役割を果たしている。彼女にとっては家族の遺産と見なされている。白雪姫の乳母が掃除中に中を覗こうとすると、すぐに心臓発作を起こす。鏡にはクラウディアの美しく若いバージョンが映し出され、彼女に何をすべきかアドバイスをする。また、鏡は彼女の生命力を含んでおり、白雪姫が鏡を刺し、その後燃えている部屋の炎に飲み込まれると、彼女は急速に老化する。

#### Happily Ever After: Fairy Tales for Every Child
『Happily Ever After: Fairy Tales for Every Child』のネイティブアメリカンテーマでの『白雪姫』では、魔法の鏡（バフィー・セント＝マリーの声）は光沢のある平らな岩として描かれている。魔法の鏡はスライ・フォックスに、白雪姫が成人するまで自分が1番美しいと言い続けていた。白雪姫が生きていると発覚し、最初の変装で白雪姫を排除する試みが失敗した後、魔法の鏡はスライ・フォックスが霊的な世界に入れるように力を使い、形を変えることができるようにした。スライ・フォックスは魔法の鏡の能力を使って、白雪姫の乳母セージ・フラワーの姿に変装し、毒リンゴを渡す。最後に、魔法の鏡はスライ・フォックスに白雪姫がまだ生きており、スライ・フォックスが依然として2番目であると知らせる。スライ・フォックスが後にチーフ・ブラウン・ベアの部族と7人の神秘的な小人たちに裏切りを追及されると、スライ・フォックスは魔法の鏡に入り、クマに変身するが、7人の神秘的な小人たちが魔法の鏡を崖から投げ捨て、スライ・フォックスを霊的な世界に閉じ込める。

#### シュレック
『シュレック』シリーズに登場する魔法の鏡は、クリス・ミラーが声を担当している。鏡の中に生きた精霊がコミュニケーションを取り、魔法のような表示機能を持つとして描かれている。
- 『シュレック』では、魔法の鏡が初めてファークアード卿に持ち込まれ、彼がデュロックが最も完璧な王国かどうかを尋ねる場面が描かれている。これは、女王が自分が1番美しいかどうかを尋ねていたのと同じ方法である。魔法の鏡は、ファークアードに結婚できる3人の姫君を提示し（その中からフィオナを選ぶ）。これは『ブラインド・デート（英語版）』のパロディとして行われる。
- その後、鏡は『シュレック2』でシュレックの仲間たちと一緒に見られ、テレビのように使われて、コマーシャル後に番組が戻ると発表する。
- 『シュレック フォーエバー』では、ランプルスティルスキンが鏡を持ち、テレビ放送の目的で使用している。

#### スイート・ライフ
『スイート・ライフ』には、ブライアン・ペックの声でパロディ版の魔法の鏡が登場する。この鏡はハイテクなもので、ロンドン・ティプトンの服装をよく褒める。
『スイート・ライフ オン・クルーズ』のエピソード「ワンス・アポン・ア・スイート・ライフ」には、マイケル・エアントンが声を担当する魔法の鏡が直接登場する。すべてのキャラクターが白雪姫、ジャックと豆の木、ヘンゼルとグレーテルなどの古典的なおとぎ話の中で自分を夢見るシーンで見られる。

#### ハンターズ グリム童話の秘宝を追え!
2013年のSyFy映画『ハンターズ グリム童話の秘宝を追え!』では、魔法の鏡が、覗き込む者の願いをかなえると言われる伝説の鏡に触発されたことが明かされる。その鏡は、暗黒時代を引き起こしたとされている。鏡は、狩人たち（おとぎ話の遺物を守ることに専念する科学者の騎士たち）が入手する前に、古代の軍団であるクルーゲンによって探し求められていた。鏡を完全に破壊することが不可能であったため、鏡から4つの破片が割り取られ、隠された。この映画は、狩人の家族であるフリン一家を中心に展開し、両親はクルーゲンから破片を守るために追い求め、息子たちは両親が行方不明になったために狩りを引き継ぐことを余儀なくされる。最終的に、映画の敵役によって鏡が再組立てされるが、彼は鏡を破壊する願いをするように騙され、その結果、鏡によって自らが破壊される。プロタゴニストたちは、その後、鏡が自らを破壊するように願う。

#### 『スノーホワイト』シリーズ
『スノーホワイト』では、魔法の鏡は金色のゴングのような鏡として描かれ、女王レヴェンナが情報を求めて呼び出すと、フードをかぶったローブ姿の存在（クリストファー・オビの声）が現れる。ただし、この存在はレヴェンナにしか見えないようで、彼女の手下たちは彼女が空気と話しているのを見ているだけである。魔法の鏡は初めて登場し、スノーホワイトが年齢を迎えてレヴェンナ女王よりも美しくなるだろうと告げる。鏡は、スノーホワイトがレヴェンナを打ち倒し、女王の支配が終わったときに最後に登場する。
続編『スノーホワイト/氷の王国』では、魔法の鏡（フレッド・タタショアの声）はより暗い魔法の形態を持つことが明らかになる。鏡はレヴェンナの圧政のフラッシュバックで登場し、レヴェンナに彼女の妹フレヤが生まれてくる子供がレヴェンナの美しさを超えるだろうと告げる。鏡はまた、その子供が傷つけられるとフレヤが力を解放すると予言し、それによってレヴェンナは妹のために、自らの美しさを守りながらも、自分なりの歪んだ方法で妹を助けるために姪を殺す計画を立てる。フレヤはその発見に恐怖し、氷の力を解放して恋人を殺し、自分の髪を白くする。数年後、レヴェンナの死後、魔法の鏡はスノーホワイトがその邪悪さを封じ込めることができると信じる聖域に向かう途中で行方不明になる。鏡は森の中でトロールの手にあることが明らかになり、フレヤは鏡を自分のものにしようとし、サラ（ハンツマンの亡くなったとみられる妻）に取り戻すよう命じる。サラはこの命令に従うが、エリックの命を救うことでフレヤを欺く。フレヤが鏡を使おうとする試みでは、レヴェンナが鏡に自分の一部を隠していたことが明らかになり、鏡の金色の形態で復活しながらも人間の姿を保っている。最終的な対決では、フレヤが姉が娘の死に関与していた真実を知り（レヴェンナは今や鏡の精霊であり、真実に答えなければならない）、エリックと共に鏡を破壊する手助けをするが、その過程で命を落とす。しかし、最後のシーンでは金色のカラスが飛び去るのが見え、鏡の一部、つまりレヴェンナが生き延びた可能性が示唆されている。

#### 白雪姫と鏡の女王
映画『白雪姫と鏡の女王』では、魔法の鏡の要素が大きな鏡として描かれ、ミラー・ハウスへのポータルとして機能する。クレメンティアナ女王（リサ・ロバーツ・ギリアンが演じ、ジュリア・ロバーツが声を担当）がその鏡の前で相談する。ポータルにアクセスするには、クレメンティアナ女王が「鏡よ鏡、壁の上で」と引用する。鏡の女王は、常にクレメンティアナ女王に対して、自分の利益のために暗黒魔法を使わないようアドバイスする。クレメンティアナ女王は、鏡の女王が話している「代償」が何であるかをしつこく尋ねる。鏡の女王は、1度、クレメンティアナ女王に愛の薬を提供して王を恋に落とさせ、その後、ブライトンを一時的にゴキブリに変えた。白雪姫がビーストの周りのネックレスを壊して王に戻すと、クレメンティアナ女王は老化を始め、鏡の女王は彼女が魔法の代償を学ぶ準備ができたか尋ねる。年老いたクレメンティアナ女王が白雪姫に渡す予定だったリンゴの一切れを取ると、鏡の女王は、それが最初から白雪姫の物語だったと宣言し、ミラー・ハウスとそれにつながる大きな鏡が粉々に壊れる。

#### プリンセス
ジム・C・ハインズの『プリンセスシリーズ』では、物語が終了した後の白雪姫とシンデレラ（ダニエル・ホワイトショア）および元プリンセス・タリア・マラク＝エル＝ダシュア（眠れる森の美女）の冒険が描かれている。白雪姫は魔女で、母の鏡を呪文の中心的な道具として使い、宮殿を離れるときにはさまざまな小さな鏡を使ってそのリンクを維持している。彼女の力は一般的に韻を踏んだ呪文によって集中されるが、言葉を使わずに他の呪文を作成することもできる。第4巻『雪の女王の復讐』では、魔法の鏡が白雪姫の母によって悪魔を囚え、その仕えるように縛り付けられたことで作られたことが明らかにされる。物語のプロットは、元々の話で鏡が果たした役割が、悪魔が逃げるための状況を作り出そうとしたことに起因しており、それが白雪姫の母を促して娘を攻撃させ、白雪姫が鏡を受け継いで将来間違いを犯すことで悪魔を解放することになると示唆している。小説『雪の女王の復讐』では、白雪姫が特に複雑な呪文を試みた後に鏡が粉々になり、その中にいる悪魔が白雪姫に憑依し、鏡の破片が他の人々を腐敗させるため、ダニエルとタリアは白雪姫の母が悪魔を最初に縛り付けるために使用した秘密を再発見するために白雪姫の王国に戻ることになる。この計画が悪魔の干渉により不可能になると、悪魔はより大きな氷の鏡を再創造してさらに多くの悪魔をこの世界に召喚しようとし、ダニエルの息子ジャクブの一部フェアリー血（ダニエルは母方の家系からフェアリー血を持っている）を利用する。しかし、白雪姫の汚れのない自己の反映が彼女の友人たちを守るのを助け、彼らが悪魔を破壊するための時間を稼ぐ一方で、白雪姫は命を犠牲にする。

#### サイモン・ザ・ソーサラー
ビデオゲーム『サイモン・ザ・ソーサラー』の終盤近くで、プレイヤーはソーディッドの塔にある魔法の鏡を監視モニターとして使用できる。鏡をカメラのようにして、反射する面を利用して見ることができる。

#### アリスvsモンスター・スクワッド
魔法の鏡は映画『アリスvsモンスター・スクワッド』には直接登場しないが、映画のバックストーリーの重要な部分として言及されている。ランペルスティルツキンが鏡を破壊して死の力に取られるのを防ぐと、いくつかの童話のキャラクターが我々の世界に転送された。ランペルスティルツキンは、最終的な死との対決まで自らの魔法の操縦能力を維持するために鏡の破片に依存していた。

#### シスターズ・グリム
マイケル・バックリーの『シスターズ・グリム』シリーズでは、魔法の鏡は最初の6冊の本で小さな主人公として登場するが、第7巻で主要な敵役であることが明らかになり、第9巻の終わり近くまで邪悪な存在であり続ける。

#### スノーホワイト/白雪姫
ここでは、邪悪な女王エルスベスが魔法の鏡のホールを所有し、手鏡がこれまでに見られないいくつかの属性を示している。女王は手鏡を使って敵を排除するよう命じることができ（ハンツマンに対して行ったように）、手鏡を移動手段として使ったり、手鏡を通して姿を変えたり、他者を動物に変えたりすることができる。

#### ウルフ・アモン・アス
『ウルフ・アモン・アス』のビジネスオフィスに登場する魔法のアイテムとして、魔法の鏡は、ガビン・ハムモンの声で語られるマイナーな主人公である。通常、リクエストは韻を踏んだ形で求められ、魔法の鏡はリクエストされた対象の簡単なビジョンを映し出すことができる。魔法の鏡が壊れ、その欠片を探すことが、第2話の終わり以降の重要な要素となる。

#### エバー・アフター・ハイ
「エバー・アフター・ハイ」シリーズの本、ウェブエピソード、テレビ映画では、魔法の鏡がシリーズのストーリーにおいて非常に重要な役割を果たしている。シリーズでは、邪悪な女王がエバー・アフターとワンダーランドの土地に対する呪いの罪で罰を受け、鏡の中で生活するように追放される。

#### 白雪姫の赤い靴と7人のこびと
魔法の鏡は、白雪姫のパロディ『白雪姫の赤い靴と7人のこびと』に登場し、パトリック・ウォーバートンの声で演じられている。

## 魔法の鏡にインスパイアされた観光

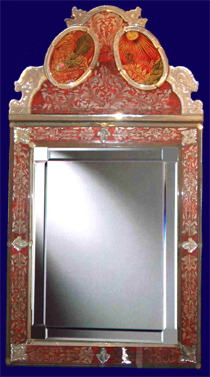
ロール・アム・マインのシュペッサルト博物館の「話す鏡」

ドイツの薬剤師であり、おとぎ話のパロディ作家であるカールハインツ・バルテルスは、ドイツの民話『白雪姫』が、1725年にロール・アム・マインで生まれたマリア・ゾフィア・マルガレータ・カタリーナ・フォン・ウント・ツー・エルタールによって影響を受けていると、冗談めかして提案している。マリア・ゾフィアの生母が1738年に亡くなった後、彼女の父フィリップ・クリストフ・フォン・ウント・ツー・エルタールは再婚した。
フィリップ・クリストフがかつて所有していたロール城には、大きな鏡があり、この鏡が悪い女王の象徴的な鏡と関連付けられており、今日でも見ることができる。この鏡はロール鏡製作所（Kurmainzische Spiegelmanufaktur）の製品で、フィリップ・クリストフが就任した1719年にはすでに城にあった可能性がある。この鏡は、刻まれた格言によって「話す」ものだった。右上の隅には「Amour Propre」（自己愛）と書かれており、左隅には「Pour la recompense et pour la peine」（報酬と罰のために）と書かれている。ロールの鏡は非常に精巧に作られていたため、「常に真実を語る」と評判になり、ヨーロッパの王室や貴族の間で好まれる贈り物となった。
バルテルスの理論は「発明者自身による冗談であることは間違いない」とされており、学術的な専門家によって真剣には受け止められていない。

## 魔法の鏡にインスパイアされた技術
2017年、Amazonは「Echo Look」という「スタイルアシスタント」カメラを発表した。このカメラは、ユーザーの服装をカタログ化し、ファッションの専門家からのアドバイスを基に「機械学習アルゴリズム」でユーザーの見た目を評価する。